# King's College London
King's College London (opgericht in 1829) is een van de oudste universiteiten van het Verenigd Koninkrijk en een college van de Universiteit van Londen. De universiteit werd in 1829 opgericht op initiatief van de eerste hertog van Wellington Arthur Wellesley en koning George IV van het Verenigd Koninkrijk. Samen met University College London werd in 1836 de Universiteit van Londen opgericht. King's is onder meer lid van de Russell Group en maakt onderdeel uit van de Golden Triangle van Engelse Universiteiten. De universiteit staat internationaal hoog aangeschreven en wordt tot de top 10 van Europese universiteiten gerekend.

## Geschiedenis
In de nasleep van de Franse Revolutie wilden Engelsen die niet aangesloten waren bij de Church of England ook gelijke rechten krijgen, ze wilden bijvoorbeeld ook de mogelijkheid krijgen te studeren. Omdat de universiteiten van Oxford en Cambridge uitsluitend studenten met een Anglicaanse achtergrond toelieten werd in 1827 London University (het latere University College London of UCL) opgericht door een verzameling van utilisten, joden en rooms-katholieken. Om te voorkomen dat academisch Londen gedomineerd zou worden door een 'goddeloze' universiteit besloot Arthur Wellesley (de eerste hertog van Wellington, de voormalige bevelhebber van de geallieerden in de napoleontische oorlogen en op dat moment premier van het Verenigd Koninkrijk) tot oprichting van een Anglicaanse universiteit in Londen. Dit ging niet zonder slag of stoot. Om de oprichting van King's veilig te stellen zag Wellesley zich genoodzaakt te duelleren met een invloedrijke conservatieve Anglicaan, die de oprichting als schijnbeweging zag om rooms-katholieken stiekem meer rechten te geven. In 1829 werd de universiteit erkend door koning George IV. Aangezien UCL destijds nog niet erkend was als universiteit kan King's College daarmee qua anciënniteit de derde universiteit van Engeland worden beschouwd, al is dit tot op heden een punt van discussie.
In de beginfase moesten examens worden afgelegd in Cambridge, omdat King's als 'College' gezien werd, net als de colleges verbonden aan Oxford en Cambridge. Om eigen graden te kunnen verstrekken werd daarom besloten tot de oprichting van de 'University of London' samen met UCL. Op deze manier werden UCL en KCL colleges van een gezamenlijke universiteit die examens afnam. De University of London was de eerste universiteit van het Verenigd Koninkrijk die vrouwen toeliet. Later voegden verschillende andere Londense instellingen voor hoger onderwijs zich hierbij. Sinds 2003 geeft King's echter zijn eigen graden uit, om de onafhankelijke positie van het college te benadrukken.
King's College moest zich positioneren als een 'moderne' universiteit, de nadruk lag daarom op de natuurwetenschappen en techniek, het was daarmee de eerste universiteit in het Verenigd Koninkrijk met technische opleidingen. Om het Anglicaanse karakter te benadrukken werd de instelling echter ook een belangrijk centrum voor theologie en is dat nog steeds. Gedurende de blitz in de Tweede Wereldoorlog werd de universiteit in dienst gesteld van de oorlogsinspanningen en werden studenten die niet in dienst waren naar de University of Bristol verwezen. King's is door de jaren heen sterk gegroeid en is vooral bekend geworden door de Wetten van Maxwell en de ontdekking van het DNA.

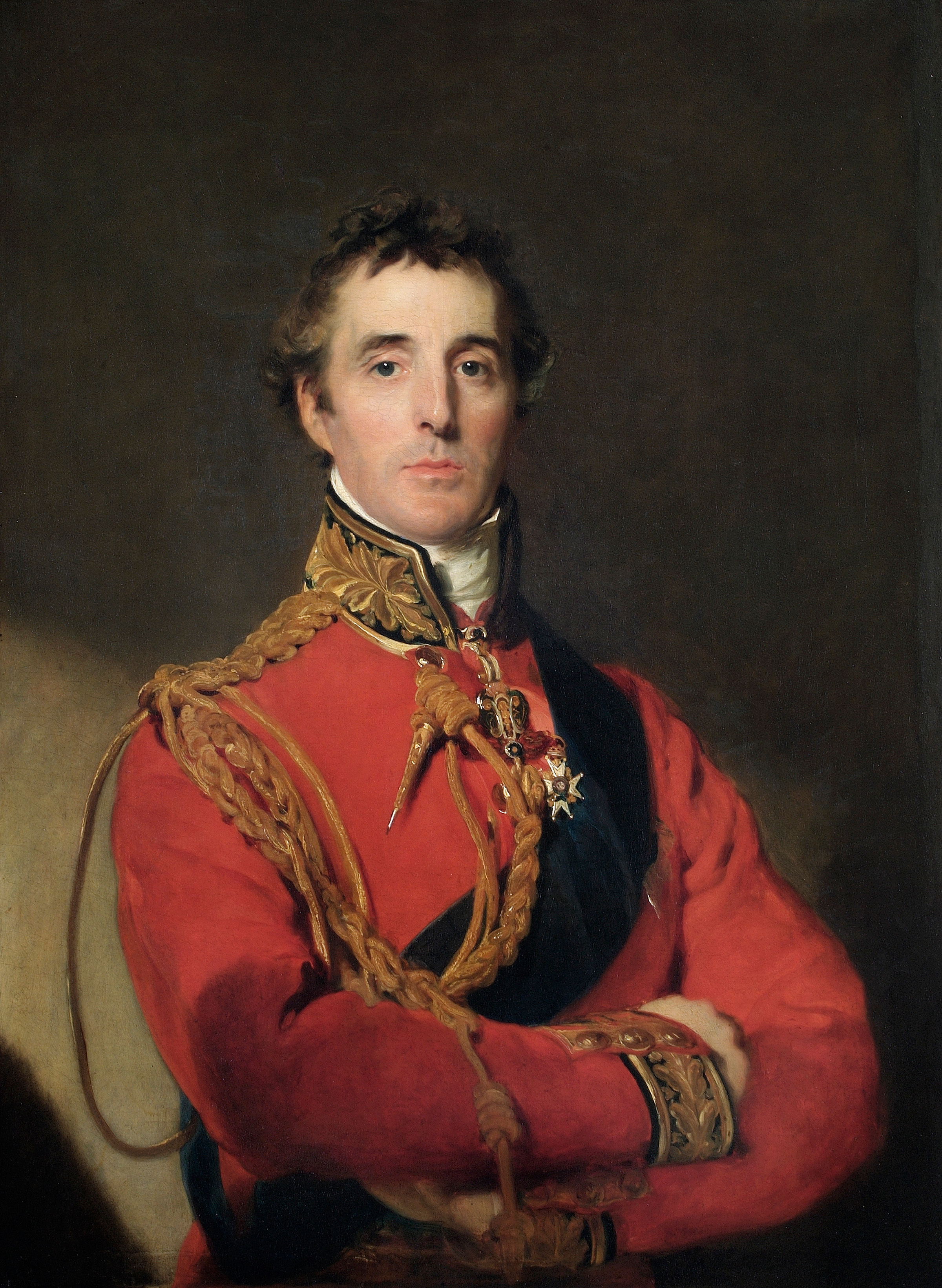
Sir Arthur Wellesley, Duke of Wellington

Logo King's College London

## Campuses & Faculteiten
De universiteit is verdeeld over vijf campussen, Waterloo, Guy's, Strand, St. Thomas en Denmark Hill, allen gesitueerd rondom de Theems in centraal Londen. Het hoofdgebouw is gesitueerd naast Somerset House aan Strand in het hart van London. Hierin bevindt zich onder andere de historische kapel van het college. Guy's campus richt zich vooral op de medische studies, het academische ziekenhuis verbonden aan King's was gehuisvest in het tot 2008 hoogste ziekenhuis ter wereld, en bevindt zich naast het hoogste gebouw van de EU, The Shard. De universiteitsbibliotheek, de Maughan Library, is gevestigd in een neogotisch gebouw aan Chancery Lane in de nabijheid van het hoofdgebouw en herbergt verschillende historische boekcollecties.
De universiteit kent 9 faculteiten voor Tandheelkunde, verpleegkunde, Psychiatrie, Geesteswetenschappen, Biomedische Wetenschappen, Geneeskunde, Natuurwetenschappen, Sociale Wetenschappen en Rechtsgeleerdheid. Onderdeel van de faculteit der sociale wetenschappen is het instituut voor War Studies, een internationaal gerenommeerde instelling op militair gebied. De medische faculteiten maken King's de grootste instelling voor medisch onderwijs in Europa. Voor de Olympische Zomerspelen van 2012 functioneerde het Guy's ziekenhuis als dopingtestcentrum. De faculteit der Rechtsgeleerdheid kwam in 2010 in het nieuws toen ze een gift van 20 miljoen pond kreeg, de grootste gift ooit aan een Europese rechtenfaculteit.

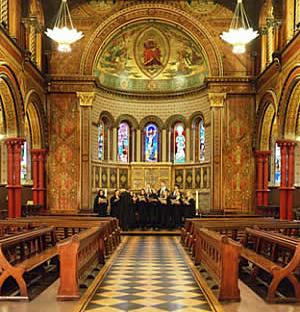
De kapel in King's College

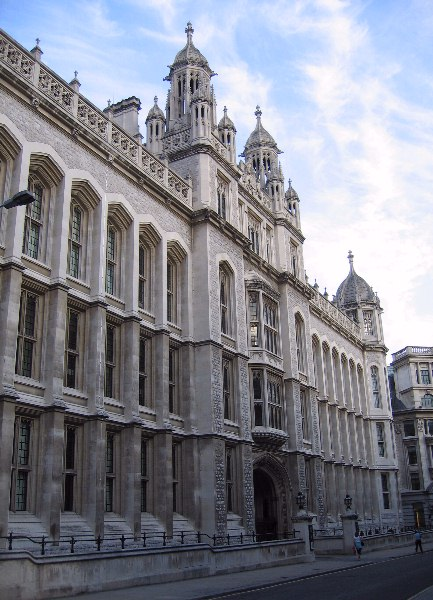
Entree Maughan Library

## Reputatie en toelating
King's College London staat internationaal hoog aangeschreven. Onder andere op gebieden als Rechtsgeleerdheid, Geneeskunde, Letterkunde en Geesteswetenschappen wordt King's tot de 25 beste universiteiten ter wereld gerekend. Volgens dagblad The Guardian kennen King's, UCL, de London School of Economics and Political Science en Imperial College London een "internationale reputatie die alleen door Oxbridge geëvenaard kan worden". Verschillende opleidingen, zoals tandheelkunde, levensmiddelentechnologie en War Studies worden als de beste van Engeland beschouwd. De universiteit kent daarom ook een extreem selectieve toelating waarbij alleen studenten met de allerhoogste cijfers worden toegelaten, bij verschillende studies worden minder dan 7,5 procent van de studenten die toegelaten willen worden geaccepteerd.

## Studentenleven
King's kent, als universiteit in het centrum van Londen, een actief en divers studentenleven. Aan King's is de King's College London Student Union (KCLSU) verbonden, die alle activiteiten voor studenten organiseert. Deze activiteiten variëren van sociale, studiegerelateerde en culturele activiteiten tot sportieve evenementen zoals de London Varsity, de jaarlijkse rugbywedstrijd tussen de rivalen UCL en King's. KCLSU heeft haar eigen nachtclub, 'Tutu's' (naar de bekende alumnus) aan de Theems waar verschillende bekende artiesten hebben opgetreden.

## In Fictie
De faculteit theologie speelt een rol in De Da Vinci Code van Dan Brown. Het fictieve personage John H. Watson, de rechterhand van Sherlock Holmes heeft zijn studie geneeskunde aan King's College gevolgd. Ook figureert de rechtenfaculteit, oostvleugel van het Somerset House, in verschillende films. Daarnaast werd de bibliotheek gebruikt in de film Johnny English.

## Bekende personen
James Clerk Maxwell deed zijn belangrijkste ontdekkingen over elektromagnetisme aan King's College London. Maurice Wilkins en Rosalind Franklin speelden een cruciale rol in de ontdekking van de structuur van DNA, Wilkins kreeg hiervoor een Nobelprijs. Grondlegger van de eugenetica Francis Galton studeerde ook aan King's. Andere bekende wetenschappers die verbonden zijn of zijn geweest aan King's College zijn Nobelprijswinnaars Peter Higgs, bekend van het Higgs-boson, scheikundige Michael Levitt en röntgenexpert Charles Glover Barkla. Totaal kregen twaalf personen verbonden aan King's een Nobelprijs.
King's College London heeft veel bekende schrijvers voortgebracht, zoals Arthur C. Clarke, de schrijver van 2001: A Space Odyssey, de modernistische schrijfster Virginia Woolf, dichter John Keats, romanticus Thomas Hardy, Nobelprijswinnaar Mario Vargas Llosa en literair criticus en vader van Virginia Woolf Leslie Stephen. Alain de Botton, filosoof en in 2014 gastconservator van het Rijksmuseum studeerde aan King's, net als John Deacon, basgitarist van Queen, en de bekende musici John Eliot Gardiner en Michael Nyman. Florence Nightingale richtte het aan King's verbonden St. Thomas hospital op. Leider van de Ierse onafhankelijkheidsstrijd Michael Collins en gezicht van de anti-apartheidsbeweging Desmond Tutu brachten hun studietijd aan King's door.
Andere bekende alumni zijn onder meer
- Asma al-Assad
- Martin Bashir
- Napoleon Eugène Lodewijk Bonaparte
- Ethelbert William Bullinger
- Enrico Coen
- Frederic William Farrar
- W. S. Gilbert
- Calouste Gulbenkian
- Frederick Gowland Hopkins
- John Harding
- Muhammad Zafrullah Khan
- John Maynard Keynes
- Glafkos Klerides
- Hannelore Kraft
- Gary Lineker
- W. Somerset Maugham
- Tassos Papadopoulos
- Hilda Petrie
- France-Albert René
- John Ruskin
- Max Theiler
- Yiruma